# Complement (driehoek)
Het complement van een meetkundige figuur of een punt {\displaystyle A} in een plat vlak gedefinieerd met betrekking tot een driehoek {\displaystyle \triangle } is de overeenkomstige figuur, die wordt gevonden door {\displaystyle A} met het zwaartepunt van {\displaystyle \triangle } als centrum en factor –1/2 te vermenigvuldigen of anders gezegd te schalen. De complementaire driehoek is zo gedefinieerd. Een punt {\displaystyle P}, daarvan het complement {\displaystyle Q} en het zwaartepunt {\displaystyle Z} van {\displaystyle \triangle } liggen dus op één lijn en de verhouding {\displaystyle PZ:ZQ=2:1}.
Als {\displaystyle Q} het complement is van {\displaystyle P}, dan is {\displaystyle P} het anticomplement van {\displaystyle Q}.
Zijn {\displaystyle (f:g:h)} de barycentrische coördinaten van {\displaystyle P}, dan zijn {\displaystyle (g+h:f+h:f+g)} die van het complement {\displaystyle Q}.

## Voorbeelden
- Het middelpunt van de omgeschreven cirkel is het complement van het hoogtepunt.
- Het complement van een meetkundige figuur {\displaystyle A} met betrekking tot een driehoek {\displaystyle \triangle } is de overeenkomstige figuur {\displaystyle A}, maar dan geschaald naar de complementaire driehoek, dus naar de Ceva-driehoek van het zwaartepunt, van {\displaystyle \triangle }.
- De kubische kromme van Thomson is het complement van de kubische kromme van Lucas.